# Сельское хозяйство Пермского края
Сельское хозяйство Пермского края — отрасль экономики Пермского края.
Сельское хозяйство Пермского края является одним из ведущих в Российской Федерации. Сельское хозяйство края находится в ведении Министерства сельского хозяйства и продовольствия Пермского края.
По природно-климатическим условиям Пермский край относится к Волго-Вятскому (4) региону.
Пермский край расположен в Предуралье европейской части России и западных склонах Среднего и Северного Урала в умеренном климатическом поясе. Зима здесь продолжительная и снежная. Часть районов Пермского края (Коми-Пермяцкий округ): Гайнский, Косинский, Кочёвский приравнена к районам Крайнего Севера. Разнообразие природных и социально-экономических условий края обусловило особенности развития сельского хозяйства.

## История

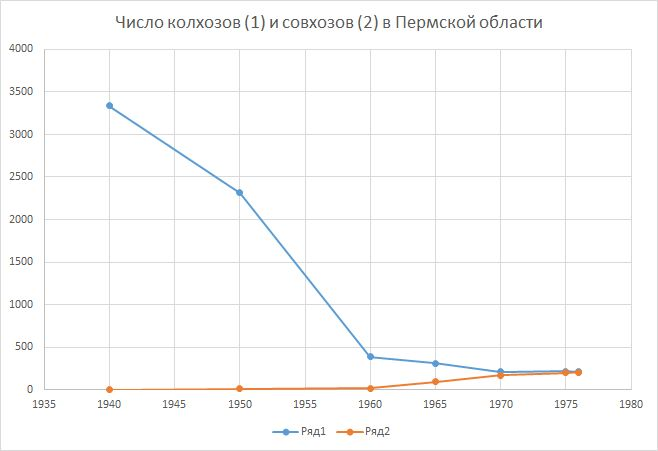
Число колхозов и совхозов в Пермской области

В годы Советской власти производством сельскохозяйственной продукции в Пермской области занимались колхозы и совхозы.
Колхозы на территории Пермского края стали организовываться в 1927 году после решения XV съезда ВКП(б) «О переходе к коллективизации сельского хозяйства». Земля была закреплена за колхозами землю в вечное пользование. Часть колхозов становилась образцами для остальных, такими к 1930-му году были колхоз им. 14-й годовщины Октября, «Восход социализма» Пермского района, «Большевик» Кунгурского района, «Горд Кужим» и «Виль-Сюрес» Куединского районаи др.
В 1950-е годы проводилось укрупнение ослабленных в годы Великой Отечественной войны колхозов, часть колхозов была преобразована в совхозы, что также привело к сокращению числа колхозов. Одновременно росло техническое оснащение колхозов и проводилась их специализация. С 1940 по 1977 года количество колхозов в области уменьшилось с 3340 до 208, количество же совхозов увеличилось с 0 до 204. Валовая продукция сельского хозяйства по всем категориям хозяйств в сопоставимых ценах 1973 года в 1976 году составляла 806,8 млн рублей.
В целом в 1970—1980-е годы Пермская область не обеспечивала себя необходимой сельскохозяйственной продукцией. После разрушения в 1990-е годы в СССР социалистической системы хозяйствования колхозы стали самостоятельными хозяйствующими субъектами рыночной экономики (акционерные общества, кооперативы и др.).
С 1918 года в крае стали создаваться совхозы. Одним из первых был совхоз в с. Тойкино Оханского уезда. Совхоз был создан в 1922 году на основе американского тракторного отряда, направленного Американской администрацией помощи для голодающих в советской России. В отряде было 20 тракторов с иностранными механизаторами. В 1920−1930-е годы в крае действовали совхозы Тюшевской в Кунгурском округе, «Еленино» в Верещагинском р-не, Пермский конезавод и др. Однако в валовой продукции сельского хозяйства совхозы играли незначительную роль, на их долю приходилось около 3,3 % сбора зерновых (1939 г.). В целом по Уралу в 1941 году совхозы собрали 20 % продукции зерновых культур, здесь преобладали совхозы молочно-животноводческого направления.
В годы Великой Отечественной войны часть совхозов отошла к промышленным предприятиям, как подсобные хозяйства. В Пермской области в 1980 годах количество совхозов возросло и почти сравнялось с количеством колхозов (222). Крупными и эффективными стали совхозы пригородных зон. Они выращивали картофель, овощи, специализировались на производстве молочной продукции. К ним относились совхозы «Савинский», Луговской, «Верхне-Муллинский», «Конезавод № 9» около г. Перми, свинокомплекс «Пермский», совхозы Кудымкарский и др.

## Современное состояние
Численность сельского населения на 1 января 2021 года 621.709 человек, 24 % от общего населения Пермского края.
Объем производства сельхозпродукции в хозяйствах всех категорий за 2020 год составил 46128 млн рублей, в том числе
животноводства 30072 млн рублей, растениеводства 16056 млн рублей. 31,6 % продукции произведено хозяйствами населения, 62,3 % — сельскохозяйственными организациями, 6,1 % -крестьянскими (фермерскими) хозяйствами. Основными производителями растениеводческой продукции в крае остаются хозяйства населения, животноводческой — сельхозорганизации.
Обеспеченность сельскохозяйственных организаций тракторами на 01.01.2021 — 183 га пашни на трактор (+6 га к 2016), комбайнами — 337 га посевов зерна на зерноуборочный (+11 га), 91 га картофеля на картофелеуборочный (+15 га).

### Животноводство
Надои молока на одну корову в крупных и средних сельскохозяйственных организациях Прикамья в январе-декабре 2019 года достигли 6448 кг (+370 кг), яйценоскость кур-несушек 320 шт.
Надои молока на одну корову в крупных и средних сельскохозяйственных организациях в 2020 году 6633 кг (+185 кг)
Поголовье крупного рогатого скота на 1 января 2021 года в хозяйствах всех категорий Пермского края составило 237,1 тыс. голов (-2.5 тыс. к уровню 2020 года), в том числе коров — 103,5 тыс. голов (+0,5 тыс.); поголовье свиней — 129,6 тыс. (-6,1 тыс.), птицы — 8,25 млн голов (- 80 тыс.).
В 2020 году произведено молока 547,7 тыс. тонн
, яиц — 1,3 млрд штук (104,4 %), на убой в живом весе крупного рогатого скота 27,6 тыс. тонн, свиней — 22,3 тыс. тонн, птицы — 44,5 тыс. тонн.

### Растениеводство
Потенциальное плодородие почв Пермского края высокое с гумусовым горизонтом значительной мощности. На этих почвах целесообразно возделывать овощные, кормовые культуры. Они также являются ценными сенокосными и пастбищными угодьями. Однако значительный объем пашни остро требует внесения фосфорных и калийных удобрений. Болотные почвы (3,5 % от общей площади) после осушения, культуротехнических и агротехнических мероприятий становятся ценными пахотными и кормовыми угодьями. Сельскохозяйственные угодья занимают 20 % территории Пермского края. Более половины территории края (59 %) занимают земли лесохозяйственных предприятий.
В 2022 году получен рекордный за 10 лет урожай зерновых и зернобобовых культур – 443,5 тысяч тонн, при урожайности 19,5 ц/га. Для повышения урожайности будет субсидироваться 30% стоимости удобрений.
В хозяйствах всех категорий по итогам 2020 года урожайность (в весе после доработки): зерновые и зернобобовые 15,4 центнеров с гектара убранной площади, из них пшеница 15,4 ц/га, картофель 141,7 ц/га, показывают стабильно высокую урожайность овощи открытого грунта — 290,6 ц/га.
Свой вклад в обеспечение региона продукцией сельского хозяйства вносят личные подсобные хозяйства. Около 690 тысяч семей края имеют приусадебные участки, сады, огороды, дачи и пр. За счет личных подсобных хозяйств жители села удовлетворяют свои потребности в сельскохозяйственной продукции на 80-100 %
Подготовкой кадров для отрасли занимается основанная в 1930 году Пермская государственная сельскохозяйственная академия имени академика Д. Н. Прянишникова. В академии разрабатываются новые технологии в ветеринарии, животноводстве, лесоводстве, землеустройстве, передовые механизмы растениеводства и др.
Уральским НИИ сельского хозяйства УрФАНИЦ Уральского отделения РАН совместно с Пермским федеральным исследовательским центром Уральского отделения РАН путем скрещивания московского сорта и швейцарского гибрида создан сорт ярового овса «Блиц». Сорт отличается засухоустойчивостью и высокой урожайностью — 51 ц/га, что выше стандартных показателей на 15 %. К По словам разработчиков, овес «Блиц» можно выращивать в более чем 20 регионах страны от Калининграда до Новосибирска.